# Molí Central d'Olopte
Molí Central d'Olopte és un antic molí de Isòvol (Baixa Cerdanya), inclòs a l'Inventari del Patrimoni Arquitectònic de Catalunya.

## Descripció
L'edifici està situat al costat del pont sobre el riu Duran, al camí de la Vall que comunica el poble d'Olopte amb l'estret d'Isòvol i la casa de Corcs. El molí de planta quadrangular i murs paredats s'alimentava d'una antiga séquia que desviava part de les aigües del Duran, i que actualment és reconeixible en algun tram concret. Es distingeixen vestigis del que havia estat la bassa que recollia i acumulava l'aigua de la séquia, i l'enviava al molí a través de d'un tub metàl·lic amb un desnivell de deu metres aproximadament.Té tota la teulada ensorrada, i de moment es mantenen les quatre parets exteriors de l'immoble, tot i que alguna d'elles està també parcialment ensorrada. Segons veïns de la zona, s'havia utilitzat per produir llum elèctrica fins a la dècada dels anys 1930 i 1940.